# Jules Bélanger
Pour les articles homonymes, voir Bélanger.
Jules Bélanger est un professeur québécois né à Nouvelle le 13 novembre 1929 et mort à Gaspé le 5 février 2021. Il est très impliqué socialement dans la région de la Gaspésie.

## Distinctions
- 1983 - Mérite de l’Association des musées canadiens
- 1984 - Prix Esdras-Minville de l’Université du Québec à Rimouski
- 1984 - Méritas de la Chambre de commerce de la Gaspésie
- 1990 - Prix du Cercle de la presse de la Côte-de-Gaspé
- 1986 - Membre du Cercle des bâtisseurs Molson
- 1993 - Bâtisseur par la Caisse populaire de Gaspé
- 1998 - Prix Clio, section Québec, de la Société historique du Canada
- 1994 - Doctorat honorifique de l'UQAR
- 2006 -  Officier de l'Ordre national du Québec[3]
- 2016 - Prix Gérard-Morisset (Prix du Québec)[4]